# Gmina Szczecinek
Die Gmina Szczecinekⓘ ist eine Landgemeinde in der polnischen Woiwodschaft Westpommern. Ihren Sitz hat die Gemeinde in der Kreisstadt Szczecinek (Neustettin), die nicht zur Gemeinde gehört, von ihr jedoch vollständig umschlossen wird.
Die Landgemeinde zählt auf einer Fläche von 510,21 km² 9000 Einwohner. Sie ist flächenmäßig die zweitgrößte Gemeinde in der Woiwodschaft Westpommern und entspricht in ihrer Weite damit 28,9 % der Gesamtfläche des Powiat Szczecinecki. Der Einwohnerzahl nach steht sie an 35. Stelle der 114 Gemeinden der Woiwodschaft.

## Geographie
Die östliche Grenze der Gmina Szczecinek ist zugleich die Kreisgrenze zum Powiat Człuchowski (Kreis Schlochau) und damit auch zur Woiwodschaft Pommern. Die südliche Gemeindegrenze ist Grenze auch zum Powiat Złotowski (Kreis Flatow) und damit auch zur Woiwodschaft Großpolen.
Nachbargemeinden der Gmina Szczecinek sind:
- die Stadt Szczecinek sowie die Gemeinden Barwice (Bärwalde), Biały Bór (Baldenburg), Borne Sulinowo (Groß Born/Linde) und Grzmiąca (Gramenz) im Powiat Szczecinecki,
- Bobolice (Bublitz) im Powiat Koszaliński (Kreis Köslin)
- Czarne (Hammerstein) im Powiat Człuchowski (Kreis Schlochau),
- Okonek (Ratzebuhr) im Powiat Złotowski (Kreis Flatow).

Das Gebiet der Gmina Szczecinek wird von der Gwda (Küddow) durchflossen, die auch die beiden großen Seen im Gemeindegebiet, den Jezioro Wierzchowo (Virchowsee) und den Jezioro Wielimie (Vilmsee), mit Wasser speist.
In der Gmina Szczecinek gibt es drei Postleitzahlengebiete:
- Wierzchowo (Wurow) = 78-411
- Żółtnica (Soltnitz) = 78-423
- Turowo (Thurow) = 78-431.

## Gemeindegliederung
Die Landgemeinde Szczecinek gliedert sich in 27 Ortsteile (Schulzenämter), in die weitere Ortschaften eingegliedert sind:
- Ortsteile:

| - Brzeźno (Briesen) - Dalęcino (Klein Dallenthin) - Drawień (Trabehn) - Drężno (Drensch) - Dziki (Dieck) - Gałowo (Galow) - Godzimierz (Friedrichshof) - Grąbczyn (Grumsdorf) - Gwda Mała (Klein Küdde) | - Gwda Wielka (Groß Küdde) - Jelenino (Gellin) - Krągłe (Bernsdorf) - Kusowo (Kussow) - Kwakowo (Alt Quackow) - Marcelin (Horngut) - Mosina (Mossin) - Omulna (Neuhof) - Parsęcko (Persanzig) | - Sitno (Hütten bei Gellin) - Spore (Sparsee) - Stare Wierzchowo (Sassenburg) - Trzebiechowo (Buchwald) - Turowo (Thurow) - Wierzchowo (Wurchow) - Wilcze Laski (Wulfflatzke) - Wojnowo (Grünbüch) - Żółtnica (Soltnitz) |

- Übrige Ortschaften:

| - Andrzejewo (Achimshöh) - Białe (Bialle, 1938–45: Schmaunzfeld) - Brodźce (Steinforth) - Brzostowo (Karolinenthal) - Buczek (Buchholz) - Dąbrowa (Minettenthal) - Dąbrówka (Minettenthal) - Dalęcinko (Klein Dallenthin) - Dębowo (Gut Eichen) - Dębrzyna (F. Eichbrink) - Dobrogoszcz (Rittershausen) - Gałówko (Galowdamm) - Glinno (Breitenriege Ziegelei) - Glonowo (Baumannshof) - Gołębiewo (Soltnitzer Mühle) - Gołonog (Freiberg) - Grąbczyński Młyn (Grumsdorfer Mühle) - Grochowiska (Eichfelde) - Gwda (Küdde) - Jadwiżyn (Charlottenhof) - Janowo (Wegnershof) | - Kępno (Kempen) - Krasnobrzeg (W. W. Espenwerdel) - Kwakówko (Neu Quackow) - Łabędź (Labenz) - Łączka (Wiesenhof) - Letnica (Hasselberg) - Lipnica (Liepenhof) - Łozinka (Lotzbach) - Łysa Góra - Malechowo (Karlsberg) - Miękowo (Münchowshof) - Myśłęcin (Louisenhof) - Niedźwiady (Bärberg) - Nizinne - Nowe Gonne (Neugönne) - Opoczyska (Steinthal) - Orawka (Wuhrmühle) - Orłowce (Steffenberg) - Panigrodz (Jungfernhof) - Parnica - Pękowo (Pankow) | - Pietrzykowo (Peterkau) - Płużyny (Pausenfier) - Siedlice (Zedlitzhof) - Sierszeniska (Soltnitzschäferei) - Skalno (Elsenthal) - Skotniki (Brandschäferei) - Sławęcice (Schwanenberg) - Sławęcin (Lorkenheide) - Smolniki (Holzwärter Kathen) - Spotkanie (Wegnershof) - Strzeżysław (Pachthof) - Tarnina (Dornhof) - Trzcinno (Schützenhof) - Trzebujewo (Diekberg) - Wągrodno (Marienhof) - Węglewo - Wielisławice (Lindenhöhe) - Zamęcie (Zamenz) - Zielonowo (Lindenberg) |

## Verkehr

### Straßen
Durch das Gemeindegebiet führen je zwei Landes- und Woiwodschaftsstraßen:
- Landesstraße 11 (hier auf der Trasse der ehemaligen deutschen Reichsstraße 160 (Kolberg–Kolmar)): Kołobrzeg (Kolberg) – Posen – Bytom (Beuthen/Oberschlesien),
- Landesstraße 20 (hier auf der Trasse der ehemaligen deutschen Reichsstraße 158 (Berlin–Lauenburg (Pommern))): Stargard (Stargard in Pommern) – Gdynia (Gdingen),
- Woiwodschaftsstraße 172: Barwice (Bärwalde) – Szczecinek.

Alle drei Straßen führen durch die Stadt Szczecinek bzw. enden dort. Die vierte Straße endet im östlichen Gemeindegebiet:
- Woiwodschaftsstraße 201: Barkowo (Barkenfelde) – Czarne (Hammerstein) – Gwda Mała (Klein Küddow).

Kleinere Straßen sowie Landwege verbinden die einzelnen Gemeindeorte miteinander.

### Schienen
Die Gmina Szczecinek ist über fünf Bahnstationen an drei Strecken der Polnischen Staatsbahn (PKP) angeschlossen:
- Dałecino (Groß Dallenthin) an der PKP-Linie 404 von Szczecinek über Białogard (Belgard) nach Kołobrzeg (Kolberg),
- Gwda Mała (Klein Küddow) an der PKP-Linie 405 von Szczecinek über Miastko (Rummelsburg) und Słupsk (Stolp) nach Ustka (Stolpmünde),
- Jelenino (Gellin) an der PKP-Linie 210 von Szczecinek nach Runowo Pomorskie (Ruhnow),
- Turowo (= Turowo Pomorskie) (Thurow) an der PKP-Linie 405 von Szczecinek nach Piła (Schneidemühl),
- Żółtnica (Soltnitz) an der PKP-Linie 210 über Czarne (Hammerstein) und Człuchów (Schlochau) nach Chojnice (Konitz).

## Politik

### Partnergemeinde
Die Gmina Szczecinek verbindet ein Partnerschaftsverhältnis mit der Gemeinde Gellersen in Niedersachsen (Deutschland).